# イオルコス
イオルコス（Ιωλκός / Iolkós）は、ギリシャ共和国テッサリア地方マグニシア県のヴォロス市に属する一地区。
古代ギリシア時代の都市イオールコス（古代ギリシア語: Ιωλκός ; Iolcos or Iolkos, Iolcus）の名を受け継ぐ。パガシティコス湾の北にあったイオールコスは、ギリシア神話におけるアルゴー船の出航地として知られる。ただし、古代イオールコスの所在地はディミーニ遺跡（en:Dimini）付近とも言われており、現在の行政区画であるイオルコス地区とは必ずしも一致しない。

## 地理

### 位置・広がり
現代のイオルコス地区（旧イオルコス市）はヴォロス市に含まれる一地区で、ヴォロスの中心地区の東約3.5kmほどに位置し、市街地は連坦している。イオルコス地区はさらに4つの区域、イオルコス、アノ・ヴォロス、アナカシア、アイオス・オヌフリオスに分かれる。

## 歴史

### 古代のイオールコス
古代のイオールコスの場所は、近年ミケーネ文明の宮殿が発掘された、ディミニ遺跡（en:Dimini、北緯39度21分17秒 東経22度53分21秒）の近くだと言われている。ディミニもヴォロス市に含まれる（エソニア地区）が、現在のイオルコスからは西へ約7kmほど離れている。

## 行政区画

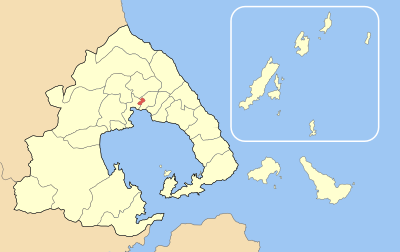
マグニシア県における旧イオルコス市（1999年 - 2010年）

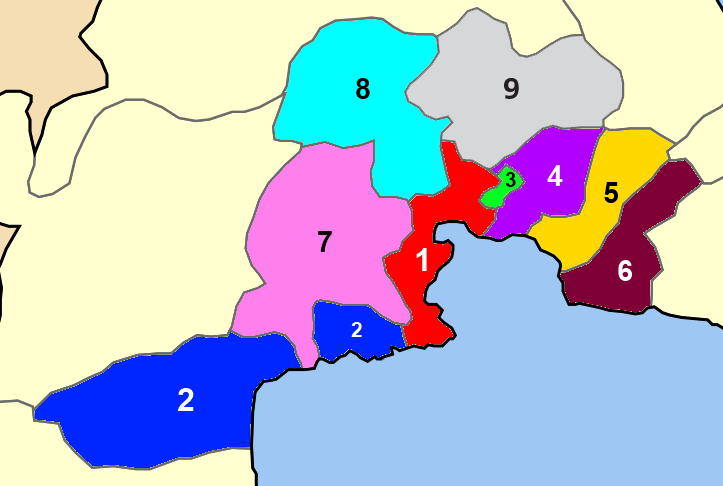
ヴォロス市におけるイオルコス地区(3)

### 旧自治体（ディモティキ・エノティタ）
イオルコス地区（Δημοτική ενότητα Ιωλκού）は、ヴォロス市を構成する行政区（ディモティキ・エノティタ）である。カリクラティス改革にともなう自治体統廃合（2011年1月施行）までは、マグニシア県に属する自治体・イオルコス市（Δήμος Ιωλκού）であった。イオルコス地区は以下のキノティタ（都市域・村落）および都市・集落から構成される。
表中の Δ.δ. は Δημοτικό διαμέρισμα の略であり、カポディストリアス改革による統廃合（1999年1月施行）以前の旧自治体に由来する区画である。[　]内は人口（2001年国勢調査）を示す。
| - Δ.δ. Άνω Βόλου アノ・ヴォロス [ 632 ] - ο Άνω Βόλος アノ・ヴォロス [ 529 ] - η Ιωλκός イオルコス [ 103 ] - Δ.δ. Αγίου Ονουφρίου アイオス・オヌフリオス [ 506 ] - ο Άγιος Ονούφριος アイオス・オヌフリオス [ 506 ] - Δ.δ. Ανακασιάς アナカシア [ 933 ] - η Ανακασιά アナカシア [ 933 ] |

行政区の役所はアノ・ヴォロスに所在するが、最多の人口を擁しこの地区の中心となっているのはアナカシアである。アナカシアには学校1、リセ1、ギムナジウム1、郵便局1、広場（plateia）1、それに複数の銀行がある。アイオス・オヌフィロスの面積は0.200 km²しかなく、これはギリシャの自治体で最小であった。イオルコスには学校1、広場1がある。

## 神話
古代のギリシア神話によると、イオルコスの正当な王は アイソーンだったが、兄弟のペリアースが王座を奪った。ペリアースは、アイソーンの息子イアーソーンに、コルキスにある金羊毛（en:Golden Fleece）を取ってくるよう命令し、イアーソーンはアルゴナウタイとともに、アルゴー船でイオルコスを出発した。。